# Territorio del Ohio

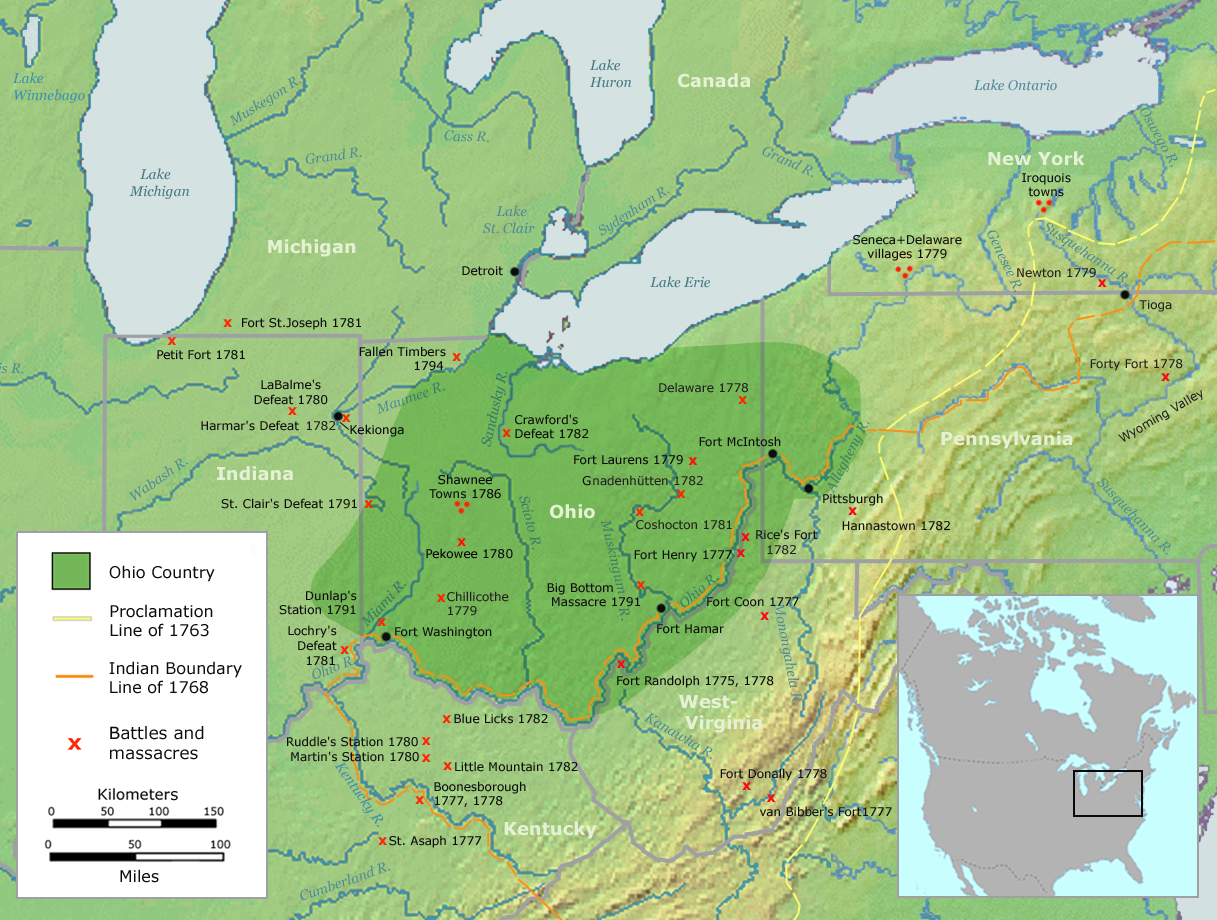
Localización del Territorio del Ohio.

Territorio del Ohio o Valle del Ohio son las denominaciones con las que se conocía en el siglo XVIII a la región de América del Norte situada al oeste de los Apalaches en la región del curso alto del río Ohio, al sur del Lago Erie. Una de las primeras regiones fronterizas de Estados Unidos, se extendía por los actuales estados de Ohio, este de Indiana, oeste de Pensilvania y noroeste de Virginia Occidental. Las disputas entre los franceses y los británicos por su posesión fue la causa principal del estallido de la Guerra Franco-india, mientras que el establecimiento de colonos americanos en la región se convirtió en un factor detonante de la Guerra de Independencia de los Estados Unidos.